# إيتو (لاعب كرة قدم مواليد 1961)
أندريس ألونسو غارسيا (مواليد 26 أبريل 1961)، المعروف باسم إيتو، هو لاعب كرة قدم إسباني سابق كان يلعب في مركز الجناح الأيمن. شارك في 114 مباراة في الدوري الإسباني وسجل خلالها 11 هدفًا، مثّل خلالها أندية سالامانكا، وريال مدريد، وريال بلد الوليد، وريال بيتيس. توج بلقب كأس ملك إسبانيا مع ريال مدريد في نهائي عام 1982.

## المسيرة مع الأندية

### سالامانكا
وُلد إيتو في سلامنكا، وبدأ مسيرته الكروية في نادي مسقط رأسه أودي سالامانكا. شارك لأول مرة مع الفريق الأول في 17 أكتوبر 1979، في إياب الدور الأول من كأس ملك إسبانيا على أرضه أمام بينافينتي؛ حيث تم استبداله بين الشوطين في مباراة انتهت بفوز فريقه 3–0. في 6 أبريل التالي، شارك في مباراته الوحيدة في الدوري الإسباني لذلك الموسم، كبديل متأخر في مباراة انتهت بفوز فريقه 2–1 على هيركوليس على ملعب هيلمانتيكو. شارك بانتظام مع الفريق في موسم 1980–81، وسجّل هدفه الوحيد في 11 يناير، ليمنح فريقه تعادلًا بنتيجة 1–1 خارج الديار أمام ريال مورسيا.

### ريال مدريد
في مارس 1981، وافق إيتو، البالغ من العمر 19 عامًا، على الانتقال إلى ريال مدريد بعقد يمتد لخمس سنوات يبدأ سريانه في يوليو من نفس العام. بلغت قيمة الصفقة ما بين 20 و25 مليون بيسيتا إسبانية، بالإضافة إلى إعارة لاعبين أو ثلاثة من الفريق الرديف كاستيا.
في أول مباراة له في 20 سبتمبر، سجّل هدفًا بعد أقل من دقيقتين من بدايتها أمام ريال سوسيداد حامل اللقب، رغم خسارة فريقه 3–1 خارج الديار.
بعد عشرة أيام، طُرد في مباراة كأس الاتحاد الأوروبي أمام تاتابانيا المجري، والتي انتهت بفوز فريقه 1–0 على أرضه، في مباراة شهدت طرد أربعة لاعبين.
خلال مشوار الفريق نحو الفوز بكأس الملك، سجّل إيتو هدفًا في فوز ساحق بنتيجة 5–1 على ملقا في دور الـ16، وشارك أساسيًا طوال المباراة النهائية أمام خيخون التي انتهت بفوز مدريد 2–1 في 13 أبريل 1982.
في 13 أكتوبر 1982، شارك في الشوط الأول من مباراة الذهاب في كأس السوبر الإسباني، التي فاز بها فريقه 1–0 على ريال سوسيداد، لكن الفريق الباسكي فاز بمجموع المباراتين.
في نهاية ذلك الموسم، شارك في مباراتي نهائي كأس الدوري الإسباني التي خسرها فريقه أمام برشلونة.
في أغسطس 1984، أُعير إلى ريال بلد الوليد. شارك في 11 مباراة فقط بجميع المسابقات مع النادي الكائن في قشتالة وليون، وسجل هدفين في 11 أبريل خلال فوز كاسح بنتيجة 8–0 على أنتيكيرانو في الدور الأول من كأس الدوري.

### ريال بيتيس
غادر إيتو ملعب سانتياغو برنابيو بشكل دائم في أغسطس 1985، وانتقل إلى ريال بيتيس، بعدما كان المدرب لويس مولوني يفكر في إنزاله للعب مع كاستيا. وشملت الصفقة إلغاء مباراة ودية كانت مقررة كتعويض لبيتيس عن انتقال رافائيل غورديّو إلى مدريد. في ظهوره الأول في 15 سبتمبر، دخل بديلاً لـ أنتولين أورتيغا قبل 12 دقيقة من النهاية وسجل هدف التعادل في مباراة انتهت بنتيجة 2–2 خارج الأرض أمام ريال سوسيداد، في نفس الملعب الذي شهد أول مباراة له وأول هدف بقميص ريال مدريد.

## المسيرة الدولية
خاض إيتو سبع مباريات دولية مع منتخب إسبانيا تحت 21 سنة. كانت مباراته الأولى في 18 فبراير 1981، في مباراة ودية خارج الأرض انتهت بفوز إسبانيا 1–0 على فرنسا في تولوز؛ وقد نال أداؤه إشادة من خوان أنطونيو كالفو في صحيفة موندو ديبورتيفو. في شهر يونيو من العام ذاته، شارك في بطولة تولون الدولية.
في 18 نوفمبر 1981، شارك إيتو مع منتخب إسبانيا "ب" في مباراة ودية انتهت بفوز الفريق 2–0 على بولندا "ب" في ملعب لا روماريدا بمدينة سرقسطة. تم استبداله بعد مرور 52 دقيقة من اللقاء.